# Jan Marek
Jan Marek (31. december 1979 i Jindřichův Hradec i Tjekkiet – 7. september 2011 udenfor Jaroslavl i Rusland) var en tjekkisk professionel ishockeyspiller.
Marek havde siden 1995 spillet for forskellige tjekkiske ishockeyhold, og blev i 2003 udtaget til NHL i 8. runde som nummer 243 af New York Rangers, men spillede dog ikke for nogle NHL-hold. Han spillede i den tjekkiske liga, og var i 2006 med til at vinde det tjekkiske mesterskab. Siden 2006 spillede Marek for klubber i Kontinental Hockey League, og var i 2008 med til at vinde det russiske mesterskab. Han var også med til at vinde VM i ishockey i Köln i 2010 og i Bratislava i 2011. Jan Marek havde en kontrakt med Lokomotiv Jaroslavl for sæsonen 2011–12.
Den 7. september 2011 var Jan Marek om bord på et passagerfly, som styrtede udenfor byen Jaroslavl i Rusland.